# Iljo Keisse
Iljo Keisse, né le 21 décembre 1982 à Gand, est un coureur cycliste belge, professionnel entre 2005 et 2022.
Spécialiste de la piste, il est notamment triple  champion d'Europe de course à l'américaine (en 2005, 2008 et 2011) et médaillé aux mondiaux sur piste à deux reprises (en 2005 et 2007). Il est aussi connu pour ses succès sur les courses d'un jour, notamment à Gand où il s'est imposé à sept reprises, entre 2005 et 2018.
Il court également sur route, notamment dans la structure de Patrick Lefevere sans interruption de 2010 à 2022 et avec qui, il a gagné une étape du Tour d'Italie 2015.

## Biographie
Titré à plusieurs reprises lors des championnats nationaux, Iljo Keisse participe à 21 ans aux Jeux olympiques d'été de 2004 à Athènes. Avec Matthew Gilmore, il prend la onzième place de la course à l'américaine. Leur collaboration se poursuit durant les deux années suivantes. Ils remportent une manche de coupe du monde à Moscou, le titre de champion d'Europe, ainsi que les six jours de Gand, Grenoble et Hasselt.
Durant l'été 2006, Matthew Gilmore se blesse en chutant en course. Fracturé au fémur et au genou, il met fin à sa carrière. Dès lors, Iljo Keisse trouve un nouveau partenaire pour les Six jours en la personne de Robert Bartko. Ils obtiennent leur premier succès lors des Six jours de Gand, qui virent le décès d'Isaac Gálvez. Ce nouveau duo s'avère aussi fructueux puisqu'il remporte deux Six jours en 2006-2007, puis quatre en 2007-2008. Keisse fait également équipe avec Kenny De Ketele pour les épreuves nationales et les championnats internationaux. Lors des championnats du monde sur piste 2007, il décroche la médaille d'argent de la course aux points.
Le 9 décembre 2008, on apprend par voie de presse, qu'Iljo Keisse aurait été contrôle positif le 23 novembre 2009 à l'issue de l'étape finale des Six jours de Gand. Keisse est momentanément suspendu de l'équipe Topsport Vlaanderen, en attendant les résultats de l'échantillon B. Les résultats ont montré par la suite la présence d'hydrochlorothiazide et de cathine dans les urines du coureur belge. Il est alors licencié de son équipe.
En octobre 2009, après avoir expliqué qu'il avait ingurgité involontairement les produits en prenant des médicaments, il est blanchi par la Royale ligue vélocipédique belge qui estime qu'il avait agi de bonne foi. Il reprend la compétition et rejoint Quick Step en 2010 à qui il offre alors la première victoire de la saison. L'Agence mondiale antidopage fait appel de la décision auprès du Tribunal arbitral du sport, qui décide de remettre en place sa suspension d'une durée de deux ans. Il lui reste donc 13 mois sans pouvoir courir, jusqu'en août 2011,.
Sa suspension ayant été provisoirement levée en novembre par un tribunal belge, il peut continuer à courir, mais uniquement en Belgique. Le 2 mai 2011, la Cour d'appel de Belgique précise que les tribunaux belges ne sont pas compétents pour suspendre une décision arbitrale étrangère comme celle du tribunal arbitral du sport, elle confirme de ce fait la suspension d'Iljo Keisse jusqu'au 6 août 2011 en dehors de la Belgique et jusqu'au 27 janvier 2012 en Belgique pour compenser la levée de sa suspension,.
En avril 2012, Keisse remporte la septième étape du Tour de Turquie. Il s'extirpe du groupe d'échappés avec 8 kilomètres à parcourir. La victoire semble assurée quand il chute dans un virage à droite prononcé, peu après la flamme rouge. Il traverse finalement la ligne avec quelques mètres d'avance sur le peloton engagé dans un sprint massif,.
En ⁣⁣2013⁣⁣, il dispute le Tour d'Italie, son premier grand tour, et termine l'épreuve en 159e position.
En 2014, il gagne au sprint la Châteauroux Classic de l'Indre. À l'issue de cette saison, il reçoit le Vélo de cristal de meilleur équipier de l'année.
À la fin de la saison 2015, Keisse est sélectionné pour la course en ligne des championnats du monde de Richmond. Les chefs de file belges sont Tom Boonen, Philippe Gilbert et Greg Van Avermaet.
En 2016, il dispute le Tour de France pour la première fois de sa carrière, duquel il termine 139e.
En 2017, il est sélectionné pour participer aux championnats d'Europe de cyclisme sur route. En août, il prolonge son contrat au sein de la formation Quick-Step Floors pour deux saisons supplémentaires.
Le 29 janvier 2019, il est exclu du tour de San Juan en Argentine à la suite d'une simulation d’acte sexuel obscène sur une serveuse en marge de la course, faisant l’objet d’une plainte. Les organisateurs jugeant que son comportement « porte atteinte à la réputation de la course et du cyclisme ». Fin décembre, sur la piste de Copenhague, il bat avec Niki Terpstra un record du monde vieux de soixante ans, en bouclant les 100 km d'une course à l'américaine à une vitesse moyenne de 54,14 km/h.
Il arrête sa carrière à l'issue de la saison 2022, à 39 ans. Il dispute sa dernière course sur route à Binche-Chimay-Binche où il franchit la ligne d'arrivée en compagnie de Remco Evenepoel qui considère Keisse comme un équipier très important pour le début de sa carrière et sa dernière course sur piste sur le vélodrome Kuipke du 15 au 20 novembre 2022 lors des Six Jours de Gand, avant de faire son jubilé sur la même piste le jeudi 24 novembre.

## Palmarès sur route

### Par années
| - 2004 - 6e étape du Tour du Loir-et-Cher - 2e de la Gooikse Pijl - 2005 - 3e du Grand Prix Beeckman-De Caluwé - 2007 - Internatie Reningelst - 3e de Kuurne-Bruxelles-Kuurne - 2008 - 2e du Grote Prijs Dr. Eugeen Roggeman - 2012 - 7e étape du Tour de Turquie - 2e du Grand Prix Briek Schotte - 2013 - Circuit Mandel-Lys-Escaut - Grand Prix Marcel Kint - 3e du Tour de Münster - 2014 - Châteauroux Classic de l'Indre - 2e du Grand Prix Briek Schotte - 3e du Grand Prix Jean-Pierre Monseré | - 2015 - Ronde van Zeeland Seaports - 21e étape du Tour d'Italie - 1re étape du Czech Cycling Tour (contre-la-montre par équipes) - 2017 - Circuit Mandel-Lys-Escaut - 3e du Samyn - 3e de Halle-Ingooigem - 2020 - 2e du championnat de Belgique sur route |

### Résultats sur les grands tours

#### Tour de France
1 participation
- 2016 : 139e

#### Tour d'Italie
6 participations
- 2013 : 159e
- 2014 : 139e
- 2015 : 145e, vainqueur de la 21e étape
- 2017 : 144e
- 2020 : 122e
- 2021 : 121e

#### Tour d'Espagne
1 participation
- 2015 : 148e

### Classements mondiaux
| Année                                 | 2005 | 2006 | 2007 | 2008 | 2009 | 2010 | 2011 | 2012 | 2013 | 2014 | 2015 | 2016  | 2017 | 2018  | 2019  | 2020 | 2021  |
| ------------------------------------- | ---- | ---- | ---- | ---- | ---- | ---- | ---- | ---- | ---- | ---- | ---- | ----- | ---- | ----- | ----- | ---- | ----- |
| UCI World Tour                        |      |      |      |      |      |      | nc   | nc   | nc   | nc   | 132e | nc    | 332e | 333e  |       |      |       |
| Classement mondial                    |      |      |      |      |      |      |      |      |      |      |      | 2028e | 228e | 1430e | 2008e | 467e | 1988e |
| UCI Europe Tour                       | 603e | 347e | 180e | 760e | nc   |      |      |      |      |      |      | nc    | 112e | 1254e | 1314e | 384e | 1346e |
| UCI Asia Tour                         | nc   | nc   | nc   | nc   | nc   |      |      |      |      |      |      | 388e  | nc   | nc    |       |      |       |
|                                       |      |      |      |      |      |      |      |      |      |      |      |       |      |       |       |      |       |
| Légende : nc = non classéSource : UCI |      |      |      |      |      |      |      |      |      |      |      |       |      |       |       |      |       |

## Palmarès sur piste

### Jeux olympiques
- Athènes 2004
  - 11e de l'américaine (avec Matthew Gilmore)
- Pékin 2008
  - 4e de l'américaine (avec Kenny De Ketele)
  - 8e de la course aux points

### Championnats du monde
| - Los Angeles 2005 - Médaillé de bronze de l'américaine | - Palma de Majorque 2007 - Médaillé d'argent de la course aux points |

### Coupe du monde
| - 2008-2009 - 3e de la course aux points à Manchester | - 2009-2010 - 2e de la course aux points à Cali |

### Championnats d'Europe
| Espoirs - Büttgen 2002 - Médaillé de bronze de l'américaine espoirs - Moscou 2003 - Médaillé de bronze de l'américaine espoirs - Valence 2004 - Champion d'Europe de l'américaine espoirs (avec Kenny De Ketele) | Élites - 2005 - Champion d'Europe de l'américaine (avec Matthew Gilmore) - 2006 - Champion d'Europe de course derrière derny - 2007 - Médaillé d'argent de la course derrière derny - 2008 - Champion d'Europe de l'américaine (avec Kenny De Ketele) - Apeldoorn 2011 - Champion d'Europe de l'américaine (avec Kenny De Ketele) |

### Six Jours
- 2005 : Fiorenzuola d'Arda (avec Matthew Gilmore), Grenoble (avec Matthew Gilmore), Gand (avec Matthew Gilmore)
- 2006 : Hasselt (avec Matthew Gilmore)
- 2007 : Rotterdam (avec Robert Bartko), Amsterdam (avec Robert Bartko), Gand (avec Robert Bartko)
- 2008 : Brême (avec Robert Bartko), Stuttgart (avec Robert Bartko et Leif Lampater), Munich (avec Robert Bartko), Gand (avec Robert Bartko)
- 2010 : Rotterdam (avec Danny Stam), Gand (avec Peter Schep)
- 2011 : Amsterdam (avec Niki Terpstra), Grenoble (avec Morgan Kneisky), Zurich (avec Franco Marvulli)
- 2012 : Copenhague (avec Marc Hester), Grenoble (avec Kenny De Ketele), Gand (avec Glenn O'Shea)
- 2013 : Rotterdam (avec Niki Terpstra), Zurich (avec Silvan Dillier)
- 2014 : Rotterdam (avec Niki Terpstra), Zurich (avec Mark Cavendish)
- 2015 : Rotterdam (avec Niki Terpstra) et Gand (avec Michael Mørkøv)
- 2017 : Brême (avec Marcel Kalz)
- 2018 : Gand (avec Elia Viviani)
- 2019 : Brême (avec Jasper De Buyst)

### Championnats nationaux
| - 1998 - Champion de Belgique de poursuite débutants - 2e du championnat de Belgique de l'omnium débutants - 2e du championnat de Belgique du 500m débutants - 2e du championnat de Belgique de course aux points débutants - 2e du championnat de Belgique de vitesse débutants - 1999 - Champion de Belgique d'américaine juniors - 2e du championnat de Belgique de poursuite juniors - 2e du championnat de Belgique de course aux points juniors - 2000 - Champion de Belgique de poursuite juniors - Champion de Belgique de course aux points juniors - Champion de Belgique de l'américaine juniors - Champion de Belgique d'omnium juniors - Champion de Belgique du kilomètre juniors - 2001 - Champion de Belgique de course aux points - 2e du championnat de Belgique de vitesse par équipes - 3e du championnat de Belgique de vitesse - 3e du championnat de Belgique du kilomètre - 2002 - 2e du championnat de Belgique de poursuite - 2e du championnat de Belgique du kilomètre - 3e du championnat de Belgique de course aux points - 3e du championnat de Belgique de scratch | - 2003 - Champion de Belgique de course aux points - Champion de Belgique de poursuite - 2e du championnat de Belgique de scratch - 2e du championnat de Belgique du kilomètre - 2006 - Champion de Belgique de course aux points - 2007 - Champion de Belgique de course aux points - Champion de Belgique de l'américaine (avec Kenny De Ketele) - 2008 - Champion de Belgique de course aux points - Champion de Belgique de l'américaine (avec Kenny De Ketele) - 2010 - Champion de Belgique derrière derny - 2011 - Champion de Belgique de l'américaine (avec Gert Van Immerseel) - Champion de Belgique de scratch - 2013 - Champion de Belgique de l'américaine (avec Jasper De Buyst) - Champion de Belgique de scratch - 2e du championnat de Belgique de course aux points |

## Distinctions
- Vélo de cristal du meilleur équipier : 2014, 2015 et 2016